# Корбах
Корбах (на немски: Korbach; Corbach) е град в Северен Хесен, Германия с 23 169 жители (към 31 декември 2014). От 18 юни 2013 г. официално е ханза-град Корбах (Hansestadt Korbach).